# Saltsjöbadsleden

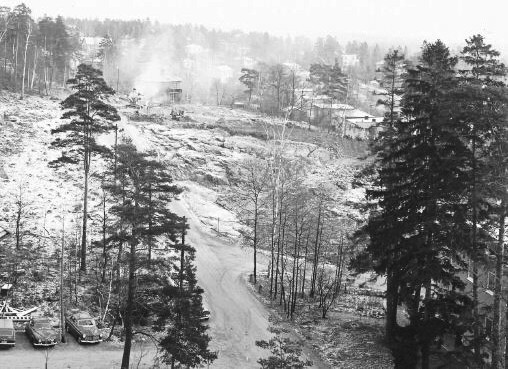
Saltsjöbadsleden börjar byggas 1968.

Saltsjöbadsleden är en väg som går mellan Saltsjöbaden och Värmdöleden i Nacka kommun, Stockholms län. 
Vägen är huvudväg mellan Saltsjöbaden och övriga Nacka och dessutom förbindelselänk från Saltsjöbaden med omnejd till resten av Sverige. Vägen byggdes som ersättning för den gamla smala, kurviga Saltsjöbadsvägen och invigdes den 30 augusti 1971. Gamla Saltsjöbadsvägen finns fortfarande kvar och går längs med Lännerstasundet parallellt med Saltsjöbanan.
Vägen var tidigare skyltad som länsväg 228, men det ändrades när vägunderhållet övertogs av Nacka kommun. Sträckan Fisksätra - Värmdöleden vid Skvaltan är motorväg. Därmed är Saltsjöbadsleden en av landets få kommunala motorvägar. Fram till dess att trafikplatsen i Fisksätra byggdes ut till fullständig trafikplats var sträckan Fisksätra - Tippen skyltad som motortrafikled. 
Belysning finns endast på sträckan mellan Trafikplats Skvaltan och Trafikplats Storängen samt mellan Trafikplats Fisksätra och motorvägens övergång till landsväg strax öster om trafikplatsen. Mitträcke av typ vajerräcke monterades 2010 i mittremsan mellan de båda körbanorna efter kritik mot avsaknaden av sådan.
Trafikmängden är 10 000 per dygn vilket är måttligt för en motorväg i Stockholms län. Leden har långa raksträckor och det är vanligt med stora hastighetsöverträdelser (gränsen är mestadels 90 km/h), men leden slutar i sin nordvästra änden i en mycket skarp kurva med en bergvägg bakom efter ett krön.

## Bilder

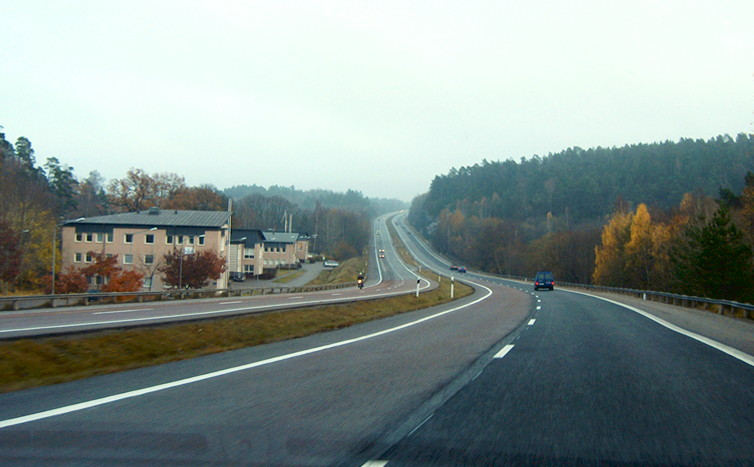
Saltsjöbadsleden mot Fisksätra vid Storängen, hösten 2005
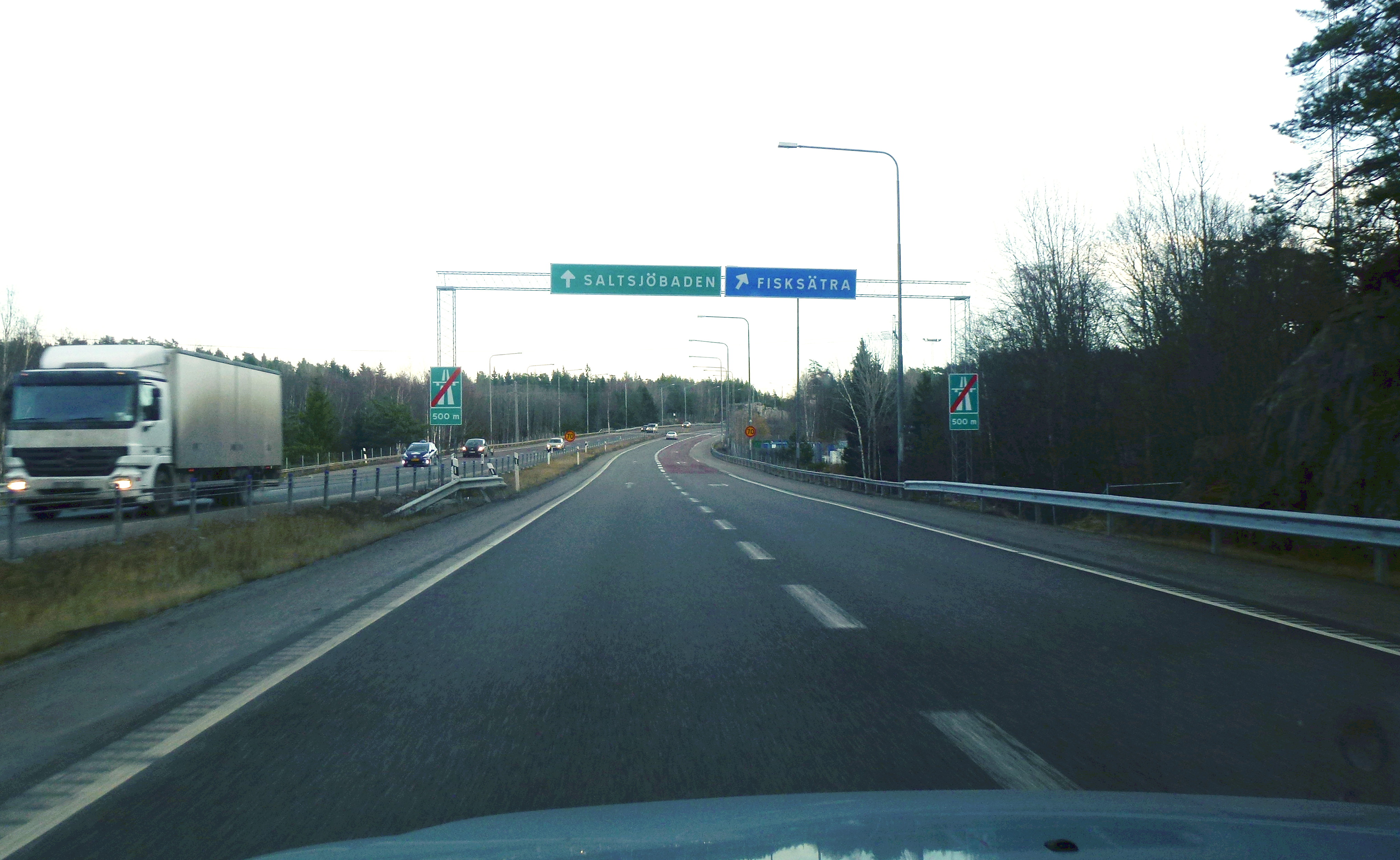
Saltsjöbadsleden i höjd med avfart Fisksätra, hösten 2013
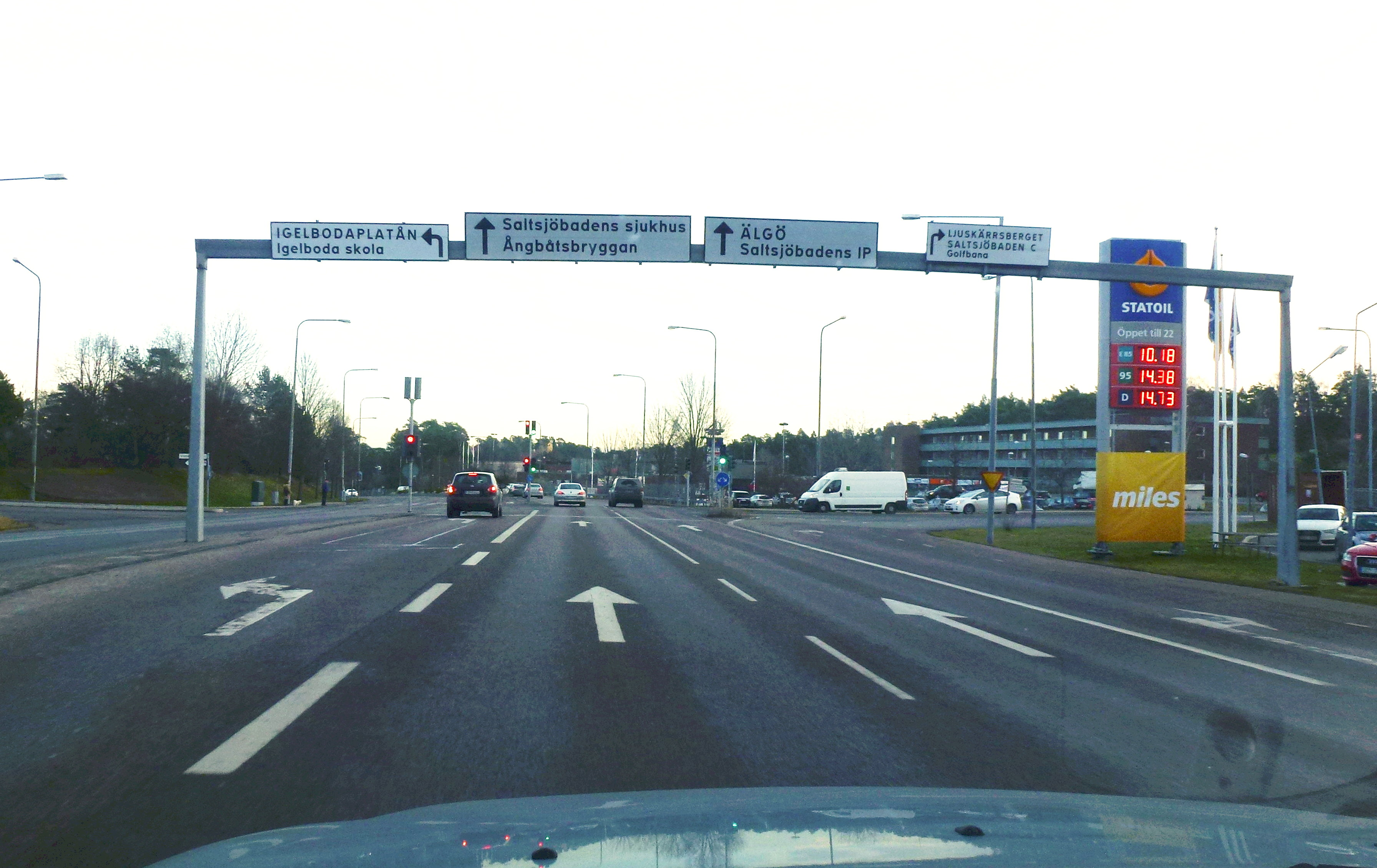
Saltsjöbadsleden i Saltsjöbaden avfart Igelbodaplatån, hösten 2013
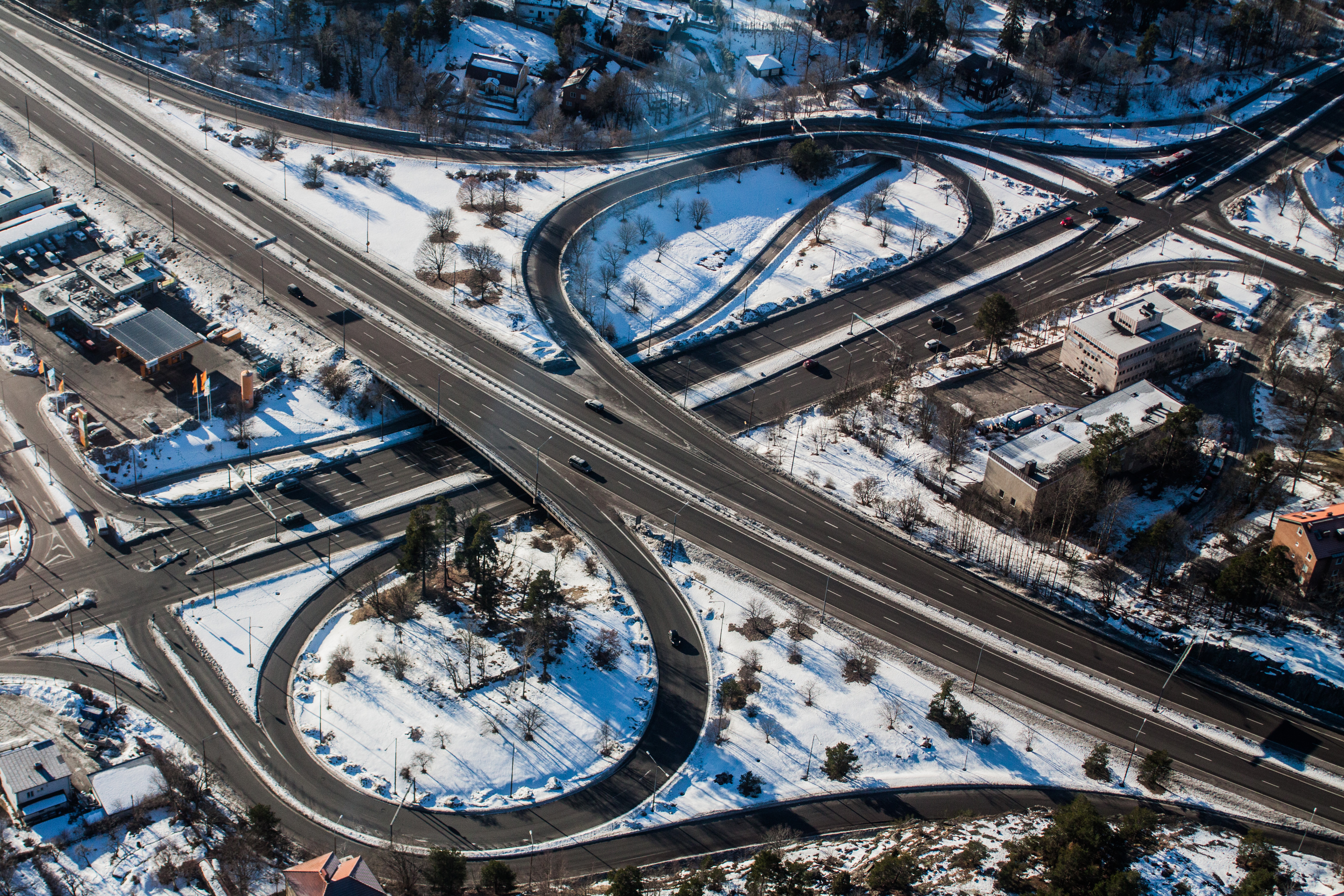
Trafikplats Storängen i Nacka kommun, februari 2013

## Trafikplatser och korsningar
|                                                   | Nr | Namn                  | Skyltning                                                           |
| ------------------------------------------------- | -- | --------------------- | ------------------------------------------------------------------- |
| Motorväg från Trafikplats Skvaltan till Fisksätra |    |                       |                                                                     |
|                                                   |    | Trafikplats Skvaltan  | Stockholm, Gustavsberg                                              |
|                                                   |    | Trafikplats Storängen | Nacka C, Nacka Sjukhus                                              |
|                                                   |    |                       | Fisksätra                                                           |
| Landsväg (två fält med vägren) till Saltsjöbaden  |    |                       |                                                                     |
|                                                   |    | Korsning              | Tippen C, Ljuskärrsberget, Golfbana, Igelbodaplatån, Igelboda Skola |
|                                                   |    |                       | Älgö, Saltsjöbadens IP, Saltsjöbadens Sjukhus, Ångbåtsbryggan       |